# Sibyllan i Erythrai
Sibyllan i Erythrai var titeln för orakelprästinnan i Apollontemplet vid Erythrai, Mindre Asien under antiken. Det var ett berömt orakel som gav sina spådomar i löv formade som ord.